# Lotfi Ayed
Lotfi Mohamed Ayed (* 25. Februar 1959 in Sousse, Tunesien) ist ein ehemaliger schwedischer Boxer im Halbmittel- und Mittelgewicht. Er war unter anderem Teilnehmer der Olympischen Spiele 1984 (Platz 17) und 1988 (Platz 9).

## Boxkarriere
Ayed trainierte in den Stockholmer Clubs Hammarby IF und IF Linnéa. Er wurde 1983 und 1984 jeweils Schwedischer Meister und nahm an den Olympischen Spielen 1984 in Los Angeles teil, wo er in der Vorrunde des Halbmittelgewichts gegen den späteren Goldmedaillengewinner Frank Tate unterlag. Bei der Europameisterschaft 1985 in Budapest startete er im Mittelgewicht, siegte gegen Henryk Petrich, schied jedoch im Viertelfinale gegen den späteren Vize-Europameister Zoltán Füzesy aus.
Bei der Weltmeisterschaft 1986 in Reno (Nevada) gewann er dann eine Bronzemedaille im Halbmittelgewicht. Nach Siegen gegen Michele Mastrodonato, Peter da Silva und Michail Takow, war er im Halbfinale gegen Enrico Richter unterlegen. 1987 wurde er erneut Schwedischer Meister und nahm im Halbmittelgewicht an der EM 1987 in Turin teil, wo er Fikret Kaman besiegte und dann gegen Kieran Joyce verlor. Bei den Olympischen Spielen 1988 in Seoul nahm er im Mittelgewicht teil und besiegte im ersten Kampf John Tobin, ehe er im Achtelfinale diesmal gegen Michele Mastrodonato ausschied.
1988 und 1990 gewann er im Mittelgewicht noch jeweils die Nordeuropäischen Meisterschaften in Dänemark bzw. Schweden. 1991 nahm er im Mittelgewicht noch an der EM in Göteborg teil, wo er in der Vorrunde gegen Stephen Wilson verlor.